# Catherine Belkhodja
Catherine Belkhodja (París, 15 de abril de 1955) es una artista francesa por parte de madre y argelina (cabileña) por su padre.

## Biografía
En Argel, donde vivía frente a la Grande Poste, cursa sus estudios secundarios, escribe sus primeras novelas y empieza a estudiar teatro, música y Bellas Artes. Da sus primeros pasos en el cine y decide irse a París para seguir estudios de arquitectura, de filosofía, urbanismo y etnología del Magreb.
Licenciada en filosofía, comienza a ganarse la vida en la Educación Nacional y multiplica los empleos. Luego, con su diploma de arquitectura en su bolsillo, se especializa en arquitectura bioclimática y se consigue un trabajo como urbanista en la Prefectura de París. Sigue sus investigaciones en arquitectura solar en Bélgica y se va para Egipto a estudiar arquitectura de la tierra con Hassan Fathy, después de la obtención de un DEA de estética bajo la dirección de Olivier Renault d'Allones en la Sorbonne.
De la televisión al arte conceptual, pasando por la arquitectura, el periodismo o la filosofía, Catherine Belkhodja como se suele decir "tocó muchos palos". Actúa en el cine bajo la dirección de  Claire Devers (Noir et Blanc), Guy Gilles (Nuit docile), Jean-Pierre Limosin (L'autre nuit) y Benoît Peeters (Le compte rendu), participa en el «Centenaire du Cinéma» volviéndose la figura central de la película Silent Movie, en la cual según Bill Hoorigan, ella es «como una viajante del tiempo cinematográfico, proyectada en el universo monocromático del cine mudo para ocultarle sus secretos».
Encuentra en Level Five una configuración particular: una película que se base sobre una sola interpretación  una viajante del tiempo cinematográfico, proyectada en el universo monocromático del cine mudo para ocultarle sus secretos 

### Un curso ecléctico
De vuelta a París sigue durante un tiempo los cursos del «Conservatoire nacional supérieur d'Art dramatique» y obtiene sus primeros papeles en cine y  televisión. Trabaja después como reportera de la agencia Gamma y realiza varios trabajos para programaciones diferentes para las cuales hace también los comentarios Moi-je, Sexy folies, Mosaïque, Envoyé Spécial, Des racines et des ailes, Faut pas rêver, Océaniques.
Durante uno de los reportajes, Philippe Alfonsi se fija en ella y le propone presentar el nuevo programa de televisión que está preparando con Maurice Dugowson y participar en su planeamiento. Catherine propone usar un estudio ambulante para no encerrarse en un estudio o en la rutina. Utiliza un tono vivo e inhabitual en un decorado muy original: un taxi que se desplaza por París. El Cadillac circula de noche y la presentadora pregunta a sus invitados en su coche en la emisión legendaria Taxi. Este programa es bien recibido por toda la profesión y recibe el premio «7 d'or.»
Chris Marker se mostró intrigado por este nuevo tono y le propondrá el papel de la periodista en la película Level Five en 1997. Actuó de forma tan natural que algunos espectadores se olvidaron de  que era una ficción. Se fue a Argelia para realizar su primer documental Reflet perdu du miroir; una historia sobre dos niñas gemelas que se encuentran después de una larga separación.

### Una vida familia creativa y estimulante
Catherine Belkhodja es también la madre de cinco niños ya reconocidos en el mundo artístico.
- Maïwenn Le Besco actriz, directora y escenarista.
- Jowan Le Besco, actor, director y jefe de fotografía.
- Isild Le Besco, actriz, escenarista y directora.
- Léonor Graser, actriz, escenarista, investigadora, profesora a la Sorbonne (mediación cultural).
- Kolia Litscher, actor.

## Actriz:teatro,televisiónycine

### Largometrajes
- 1980: La chanson du mal aimé de Claude Weisz.
- 1981: Le Cadeau de Michel Lang.
- 1982: Pour cent briques, t'as plus rien d'Eduardo Molinaro.
- 1984: Une maille à l'endroit, une maille à l'envers de Madeleine Laïk.
- 1986: Nuit docile de Guy Gilles.
- 1986: Noir et blanc de Claire Devers.
- 1987: Cinématon #999 de Gérard Courant
- 1988: L'Autre nuit de Jean Pierre Limousin.
- 1996: The Proprietor de Ismail Merchant.
- 1996: Level Five de Chris Marker.
- 1997: Silent Movie de Chris Marker.
- 1998: La Puce d'Emmanuelle Bercot.
- 2001: Roberto Succo de Cédric Kahn.

### Cortometrajes
- 1976: L'Étourdie de Annie Bertini.
- 1980: Fragments du discours amoureux de Denis Lazerme.
- 1984: Le Compte-rendu de Benoît Peeters.
- 1985: Procès de l'oeuf de Catherine Belkhodja.
- 1989: Clip New Order de Chris Marker.
- 1990: Yoyo de Catherine Belkhodja Musique:  Gabriel Yared.
- 1991: Cinéma de Catherine Belkhodja  Musique: Gabriel Yared.
- 1991: Place des Vosges avec Isild Le Besco et Kolia Litscher.
- 1993: Parfaitement imparfaite de et avec Catherine Belkhodja.

### Televisión
- 1981: Point de rencontre de Michel Favart.
- 1983: Der Fahnder Erwin Keusch (Bavaria).
- 1985: Studio Lavabo de Patrick Bouchitey (Canal +)
- 1986: Double - Face de Serges leroy.
- 1987: Marc et Sophie de
- 1988: Les hommes de bonne volonté.
- 1989: L'héritage de la chouette de Chris Marker.
- 1990: Berliner balade de Chris Marker (voix).
- 1987: Reflets perdus du miroir avec Maïwenn Le Besco et Isild Le Besco.

### Teatro
- 1980 La maison de Bernarda de Lorca. Th. de la Villette direcciónYoussef Hamid.
- 1982 Phèdre. Théâtre de l'Atopie. DireccionNorbet Heinbûrger.
- 1986 Le voleur d'autobus. Théâtre Yerma Dirección Youssef.

## Asia
Su pasión por Asia la lleva a efectuar varios viajes por Japón, China, Birmania, Vietnam, Camboya, Taïlandia, Laos, Malasia, Corea del sur, Maldivas, India, Indonesia, Sri Lanka, Singapur, Hong Kong, Taiwán y Macao para cofundar un nuevo periódico especializado en Asia pora el cual escribe como gran reportera. Da clases de cine en Líbano y visita Asia central (Uzbekistán, Tayikistán, después de haber descubierto Turquía y Rusia). Colabora luego con otros periódicos de turismo, gastronomía o viajes, mientras sigue ocupándose de su casa de producción y edición.